# 2-氧代-PCE
2-氧代-PCE（2-Oxo-PCE），或N-ethyldeschloroketamine、eticyclidone、O-PCE，是一种芳基环己胺类解离麻醉剂，与去氯愷他命和乙环利定关系密切，曾被制成策划药于网上销售。